# Miniacina
Miniacina es un género de foraminífero bentónico de la familia Homotrematidae, de la superfamilia Acervulinoidea, del suborden Rotaliina y del orden Rotaliida. Su especie tipo es Millepora miniacea. Su rango cronoestratigráfico abarca desde el Aquitaniense (Mioceno inferior) hasta la Actualidad.

## Clasificación
Miniacina incluye a las siguientes especies:
- Miniacina alba
- Miniacina miniacea
- Miniacina multiformis
- Miniacina sublarvata

Otras especies consideradas en Miniacina son:
- Miniacina barringtonensis, de posición genérica incierta
- Miniacina profusa, de posición genérica incierta